# Kurt von Greiff

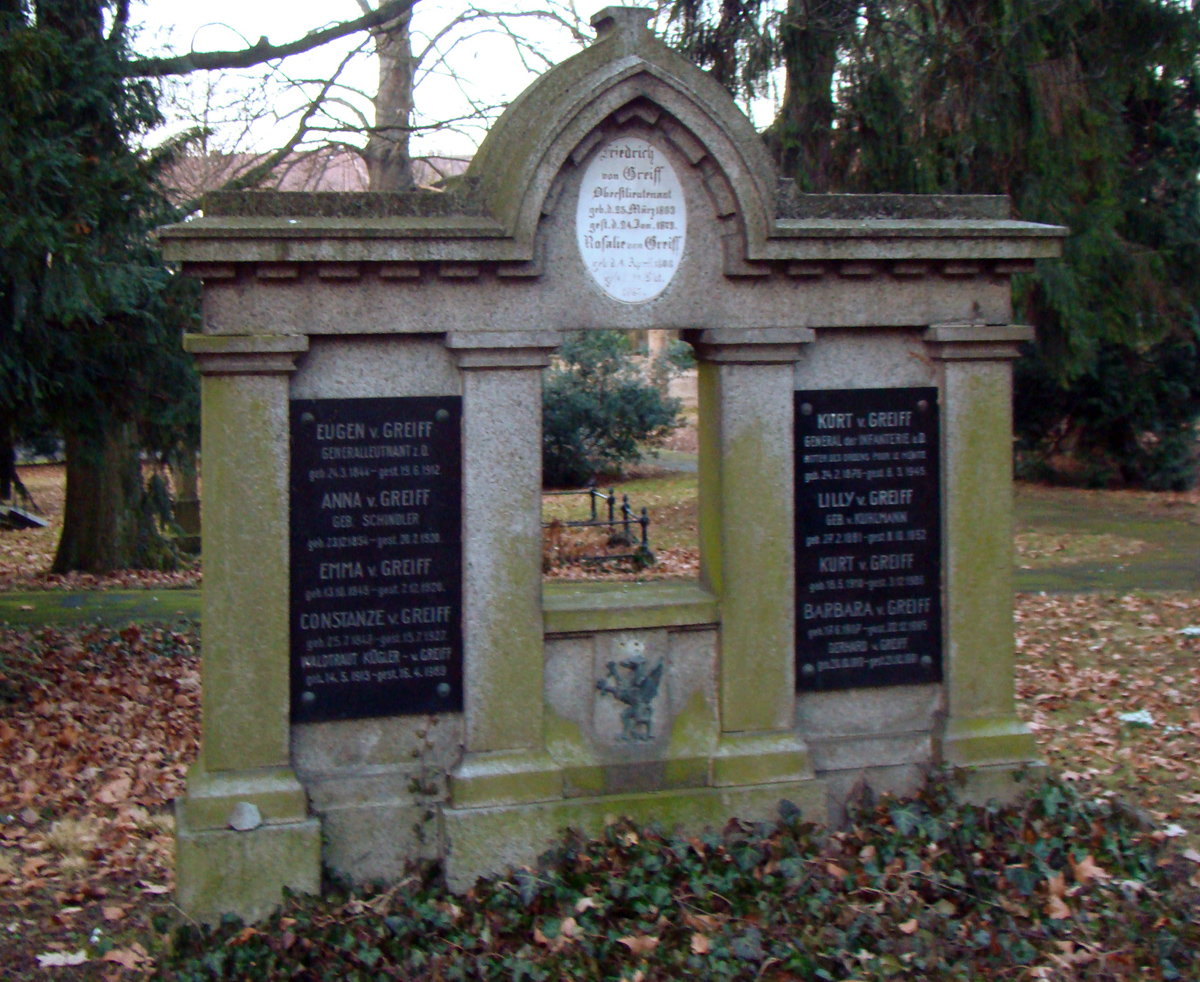
Grabmal der Familie Greiff auf dem Alten Friedhof Ludwigsburg

Kurt von Greiff (* 24. Februar 1876 in Stuttgart; † 6. März 1945 in Isny im Allgäu) war ein deutscher General der Infanterie im Zweiten Weltkrieg.

## Leben

### Herkunft
Kurt war der Sohn des württembergischen Generalleutnants Heinrich Eugen von Greiff (1844–1912).

### Militärkarriere
Greiff trat am 1. Juli 1894 als Fahnenjunker in das Infanterie-Regiment „Großherzog Friedrich von Baden“ (8. Württembergisches) Nr. 126 der Württembergischen Armee ein. Hier wurde er am 18. Oktober 1895 zum Sekondeleutnant befördert und ab 1899 als Adjutant des II. Bataillons verwendet. Von Oktober 1903 bis Juli 1906 war Greiff zur weiteren Ausbildung an die Preußische Kriegsakademie kommandiert und kehrte im Anschluss daran als Premierleutnant zu seinem Regiment nach Straßburg zurück. Im März 1907 folgte dann seine Kommandierung in den Großen Generalstab nach Berlin. Am 24. März 1909 wurde Greiff mit seiner Beförderung zum Hauptmann dorthin versetzt und in der Folgezeit als Adjutant des Oberquartiermeisters verwendet. Vom 1. Oktober 1910 bis zu seiner Versetzung am 25. Februar 1912 als Kompaniechef nach Ludwigsburg in das Infanterie-Regiment „Alt-Württemberg“ (3. Württembergisches) Nr. 121 war Greiff als Erster Generalstabsoffizier im Stab  des XVII. Armee-Korps tätig. Im Anschluss daran wechselte er am 6. April 1914 wieder in den Stabsdienst über und wurde zum Ersten Generalstabsoffizier der 34. Division ernannt.

#### Erster Weltkrieg
Diese Position hatte er auch bei Ausbruch des Ersten Weltkriegs inne. Mit seiner Division überschritt Greiff im Verband des XVI. Armee-Korps die Grenze nach Frankreich und nahm an der Schlacht bei Longwy-Longuyon vom 22. bis 27. August 1914 teil. Anschließend drang der Großverband weiter nach Frankreich vor, um nach dem deutschen Rückzug in den Argonnen in den Stellungskrieg überzugehen. Dort erfolgte am 28. November 1914 Greiffs Beförderung zum Major. Mitte Oktober 1915 verließ er die Division und wurde Erster Generalstabsoffizier des VI. Reserve-Korps. Das Korps stand unter dem Kommando von General der Infanterie Goßler und lag zu diesem Zeitpunkt im Stellungskampf vor Verdun. Während der am 21. Februar 1916 beginnenden Schlacht kämpfte es hauptsächlich um die Höhe 304 und den Toten Mann. Mitte Mai wurde das Korps aus den schweren und verlustreichen Kämpfen gezogen, um nach mehrwöchiger Erholungs- und Auffrischungszeit Anfang Juli 1916 an die Somme verlegt zu werden. In der dortigen Schlacht kämpfte es bis Ende des Monats, bezog dann Stellung bei Lille und kam im September 1916 nochmals kurzzeitig in der Schlacht an der Somme zum Einsatz. Anschließend wurde es nach Vimy verlegt und kämpfte im April/Mai 1917 in der Schlacht von Arras. Nach Beendigung der Kämpfe war Greiff kurzzeitig vom 20. Mai bis 11. Juni 1917 Erster Generalstabsoffizier des Garde-Reserve-Korps und wurde anschließend in der gleichen Funktion zur im Artois stehenden 6. Armee versetzt. Nach einem halben Jahr erfolgte am 24. Dezember 1917 seine Ernennung zum Chef des Generalstabs des XXV. Reserve-Korps, die der 7. Armee an der Ailette zugeteilt war. Für die Dauer der Großen Schlacht in Frankreich war das Korps ab 23. März 1918 bei der 18. Armee, erzwang mit seinen Divisionen den Übergang über die Somme und stieß bis über Montdidier vor. Nach dem Scheitern der deutschen Offensive nahm das Korps an der Schlacht bei Soissons und Reims teil. Dabei gelang die Erstürmung des Chemin des Dames, sowie die Verfolgung des Feindes zwischen Oise und Aisne über die Vesle hinweg bis zur Marne.
Für die Planung und Durchführung dieser Operationen wurde Greiff am 9. Juni 1918 die höchste preußische Tapferkeitsauszeichnung, der Orden Pour le Mérite verliehen. Bereits vorher war Greiff mit beiden Klassen des Eisernen Kreuzes, dem Ritterkreuz des Königlichen Hausordens von Hohenzollern mit Schwertern sowie dem Bayerischen Militärverdienstorden IV. Klasse mit Schwertern ausgezeichnet worden. Der württembergische König Wilhelm II. hatte seine Leistungen mit der Verleihung des Ehrenkreuzes der Württembergischen Krone mit Schwertern und des Ritterkreuzes I. Klasse des Friedrichs-Ordens anerkannt.
Im Anschluss an die Offensive stand das Korps in schweren Abwehrkämpfen zwischen Soissons und Reims und Greiff führte die Truppen bis Anfang August hinter die Vesle zurück. Mitte des Monats wurde das Korps für zwei Monate zur Armeeabteilung C ins Oberelsass verlegt und kämpfte anschließend bis zum Waffenstillstand bei der 3. Armee in der Champagne.

#### Reichswehr
Nach Kriegsende und Rückführung in die Heimat wurde Greiff am 18. Dezember 1918 wieder in den Großen Generalstab versetzt und von dort am 1. Oktober 1919 als Generalstabsoffizier des Wehrkreiskommandos III in die Vorläufige Reichswehr übernommen. Er verblieb hier auch nach der Umbildung zur 3. Division und wurde mit RDA vom 1. Oktober 1920 zum Oberstleutnant befördert. Als Oberst kam Greiff dann am 1. Oktober 1923 in den Stab des 13. (Württergisches) Infanterie-Regiments und wurde schließlich am 1. April 1925 zum Regimentskommandeur ernannt. In dieser Funktion war Greiff ab 1. Oktober 1926 auch gleichzeitig Landeskommandant von Württemberg. Zwischenzeitlich am 1. November 1927 zum Generalmajor befördert, gab er am 28. Februar 1928 das Regiment ab und wurde zum Inspekteur der Waffenschulen (In 1) im Reichswehrministerium ernannt. In dieser Stellung war Greiff direkt dem Chef der Heeresleitung Wilhelm Heye unterstellt. Schließlich wurde er am 1. Juni 1929 zum Generalleutnant befördert und am 30. September 1929 aus dem aktiven Dienst verabschiedet. 

#### Wehrmacht
Greiff erhielt am 27. August 1939, dem sogenannten Tannenbergtag, den Charakter als General der Infanterie verliehen.
Bereits einen Tag später wurde Greiff zur Verfügung des Heeres der Wehrmacht gestellt und zum Korück 592 ernannt. Nach dem Beginn des Zweiten Weltkriegs wurde seine Dienststelle am 7. Dezember 1939 in Oberfeldkommandantur 592 umbenannt. Am 10. März 1940 folgte seine Ernennung zum Befehlshaber des Höheren Kommandos z. b. V. XXXXV und Greiff erhielt am 1. September 1940 das Patent zu seinem Dienstgrad. Zeitgleich war er vom 13. November 1940 bis 15. Januar 1941 in Vertretung Kommandierender General des III. Armeekorps. Am 14. April 1942 wurde Greiff schließlich in die Führerreserve versetzt und seine Mobilmachungsbestimmung am 31. August 1942 aufgehoben.
Greiff ist auf dem Alten Friedhof in Ludwigsburg bestattet.